# Lohmann-Motor

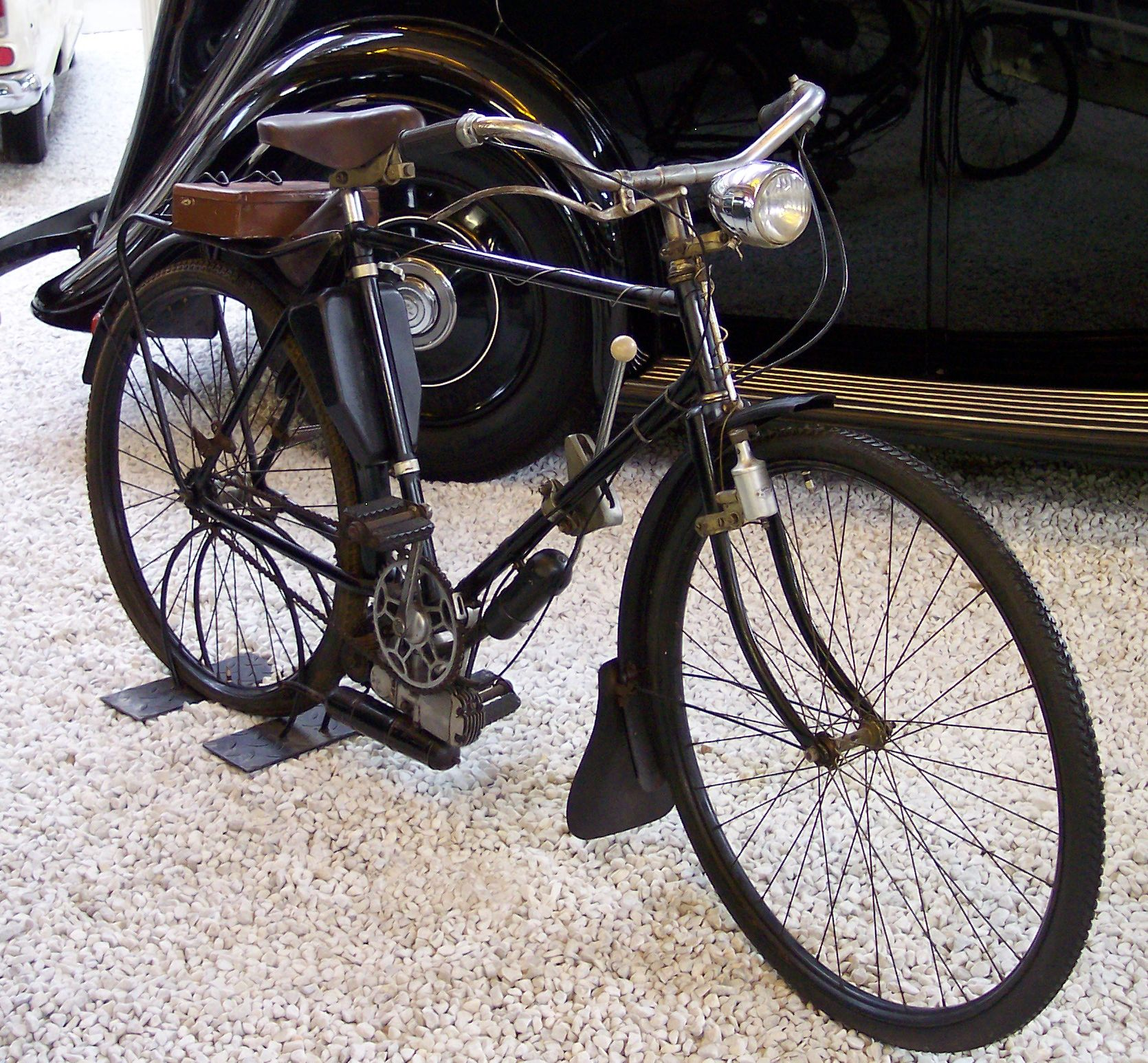
Fahrrad mit Lohmann-Motor im Technik-Museum Speyer

Der Lohmann-Motor ist ein Motorkonzept, das von Hermann Teegen in der Bundesrepublik Deutschland erfunden und von der Lohmann-Werke AG 1951 patentiert wurde.

## Funktionsprinzip
Der Lohmann-Motor ist ein Vielstoff-Zweitakt-Verbrennungsmotor mit Kompressionszündung. Seine Funktionsweise unterscheidet sich sowohl von der des Otto- als auch von der des Dieselmotors. Der angesaugten Luft wird im sogenannten Mischer Kraftstoff zugemischt, der Motor hat also äußere Gemischbildung. Das Drehmoment wird mittels Gemischdrosselung mit einem Schieber eingestellt. Nach Vorverdichtung im Kurbelgehäuse und dem Überströmen wird das fertig aufbereitete Kraftstoffluftgemisch im Brennraum so hoch verdichtet, dass es sich selbst entzündet. Da der Lohmann-Motor keine Vorwärmeinrichtung hat, muss die nötige Energie zur Selbstzündung beim Kaltstart auf andere Weise erreicht werden. Dazu kann das Verdichtungsverhältnis durch Verschieben der Laufbüchse per Hand erhöht werden. Bei warmgelaufenem Motor wird die Verdichtung wieder zurückgenommen. So ist es auch möglich, den Motorbetrieb auf die Art des verwendeten Kraftstoffs anzupassen. Der verwendete Kraftstoff sollte beim Lohmann-Motor möglichst zündwillig sein, also eine hohe Cetanzahl haben.

## Fahrradhilfsmotor von Lohmann
Der Fahrradhilfsmotor von Lohmann war 1949 der erste nach dem Lohmann-Prinzip arbeitende Serienmotor. Mit 18 cm3 Hubraum entwickelte er eine Leistung von 0,8 PS bei 6000/min. Die Verdichtung wurde mit einem Drehgriff am linken Lenkerende reguliert. Dessen Betätigung verschob den Zylinder in Richtung seiner Achse, wodurch Verdichtungsverhältnisse von 12,5:1 bis zu 125:1 einstellbar waren. Im normalen Fahrbetrieb arbeitet der Motor mit einer Verdichtung von etwa 14:1 bis 18:1. Die erzielbare Höchstgeschwindigkeit lag bei 37 km/h. Betreibbar war er mit verschiedenen Kraftstoffen, von Diesel bis hin zu Kerosin. Zeitgenössischen Angaben zufolge ließ er sich jedoch am besten mit Petroleum fahren. Für die Mischung von Kraftstoff und Öl war ein Verhältnis 20:1 vorgeschrieben. Es gab auf Anforderung speziell für Benzinbetrieb vom Werk modifizierte Modelle, die sich jedoch als besonders störanfällig erwiesen. 1950 kostete der Motor 129 DM und der Einbau 3 DM. Er konnte an jedes Fahrrad angebaut werden. Ab 1953 war eine sogenannte Freilaufschaltung erhältlich, mit der das Schleppmoment des Motors während der Fahrt stufenweise verstellbar war. 1952 und 1953 wurde der Motor auch als Bootsmotor angeboten, obwohl er dafür äußerst ungeeignet war. Im Jahre 1956 wurde die Fertigung eingestellt; bis dahin waren 51.000 Stück verkauft worden.
Der Lohmann-Motor wurde im Wesentlichen von Lohmann selbst produziert, für Exportmärkte auch unter den Namen Svecia und Hispania. Lizenzbauten gab es in der japanischen Stadt Nagoya und ab 1953 in Graz. Dort wurde der Motor in einer stark verbesserten Ausführung etwa 10.000 mal hergestellt und als Junior verkauft. Ein weiterer Motor, der nach dem Lohmann-Prinzip arbeitete, war der HAZA 25-D aus Dresden. Er wurde jedoch nur in geringem Umfang hergestellt. Insgesamt ist der Lohmann-Motor an Kraftfahrzeugen eine Ausnahmeerscheinung geblieben. Es gelang nicht, den Motor zu guter Standfestigkeit zu entwickeln und das Konzept auf größere Hubräume zu übertragen. Mit Verschwinden der Fahrradhilfsmotoren Ende der 1950er Jahre starb auch das Lohmann-Motorkonzept aus.